# Tyranneau de Coopmans
Zimmerius minimus
Espèce
Synonymes
- Zimmerius chrysops minimus
- Zimmerius viridflavus minimus
- Tyranniscus chrysops minimus[1]

Le Tyranneau de Coopmans (Zimmerius minimus) est une espèce de passereaux de la famille des Tyrannidae,,.

## Systématique et distribution
Cet oiseau est représenté par deux sous-espèces selon la classification de référence du Congrès ornithologique international (version 9.1, 2019) :
- Zimmerius minimus minimus (Chapman, 1912) : sierra Nevada de Santa Marta (nord-est de la Colombie) ;
- Zimmerius minimus cumanensis (Zimmer, JT, 1941) : montagnes côtières du Venezuela (États d'Anzoátegui, de Sucre et de Monagas)[2],[3].

Il a été séparé du Tyranneau à face d'or (Zimmerius chrysops) à la suite des travaux de Frank E. Rheindt et al., publiés en 2013, modification reprise par la suite par le Congrès ornithologique international. Malgré tout, certaines sources considèrent encore cette espèce (et sa sous-espèce nominale) comme une sous-espèces de Zimmerius chrysops sous le nom de Zimmerius chrysops minimus. Ces sources classent Zimmerius minimus cumanensis sous le nom de Zimmerius chrysops cumanensis,,.